# Homalomena hooglandii
Homalomena hooglandii är en kallaväxtart som beskrevs av Alistair Hay. Homalomena hooglandii ingår i släktet Homalomena och familjen kallaväxter. Inga underarter finns listade.